# Osmiúhelník

pravidelný osmiúhelník

Osmiúhelník (cizím slovem oktagon) je rovinný geometrický útvar, mnohoúhelník s osmi vrcholy a osmi stranami.
Součet velikostí vnitřních úhlů konvexního osmiúhelníku je 1080° (6π).

## Pravidelný osmiúhelník
Na pravidelný osmiúhelník lze například nahlížet jako by byl složen z osmi shodných rovnoramenných trojúhelníků, jejichž úhly při základně mají velikost {\displaystyle {\frac {3\pi }{8}}} a při vrcholu {\displaystyle {\frac {\pi }{4}}}. Jde tedy o příklad středové souměrnosti.

## Parametry
Pro pravidelný osmiúhelník lze definovat tyto pojmy:
- střed symetrie osmiúhelníku: S
- vrcholy, po obvodu: V1 .. V8
- délka strany: a jako přímá vzdálenost dvou sousedních vrcholů
- středy stran, po obvodu: A1 .. A8

Pravidelný osmiúhelník lze rozdělit
- na 8 stejných rovnoramenných trojúhelníků T o stranách R-R-a, mezi body VnSVn+1,
  - jeho vrcholový úhel u bodu S je z definice právě osmina kruhu, tedy {\displaystyle \pi /4} = 45°.
- nebo na 16 stejných pravoúhlých trojúhelníků t o stranách R-r-a/2, mezi body AnSVn,
  - se středovým úhlem {\displaystyle \pi /8} = 22,5°.

Tím je určena vazba na Pythagorovu větu:
{\displaystyle R={\sqrt {r^{2}+(a/2)^{2}}}}.
Navíc s vědomostí, že i goniometrické výrazy úhlu lze vyjádřit přesně:

Obsah pravidelného osmiúhelníku (v obrázku označený A) může být určen ořezáním čtverce (v obrázku jeho celková strana označena S).

{\displaystyle cotg(22,5^{\circ })=1+{\sqrt {2}}}.
Pro pravidelný osmiúhelník pak lze určit poloměr
- kružnice opsané R, který je definován délkou úsečky SV od středu k vrcholu:

{\displaystyle a=2R\cdot sin(22,5^{\circ })}.
- - tedy minimální ještě vnější průměr D, přibližně:

D≈2,61·a.
- kružnice vepsané r, který je definován délkou úsečky SA od středu ke straně, tedy jako výška trojúhelníka T, po jeho symetrále:

{\displaystyle r=a/2\cdot cotg(22,5^{\circ })=a/2\cdot (1+{\sqrt {2}})} nebo inverzně {\displaystyle a/2=r\cdot tg(22,5^{\circ })=r/(1+{\sqrt {2}})}.
- - tedy maximální ještě vnitřní průměr d, přibližně:

d≈2,41·a.
Pro pravidelný osmiúhelník pak lze určit vlastnosti
- obvod: {\displaystyle o=8\cdot a}.
- obsah:
  - pomocí trojúhelníků z polárního dělení:

{\displaystyle S=4ar={\frac {8r^{2}}{(1+{\sqrt {2}})}}}.
- - oříznutím z úplného čtverce:

{\displaystyle S=4r^{2}-a^{2}=(a{\sqrt {2}}+a+a{\sqrt {2}})^{2}-a^{2}=2(1+{\sqrt {2}})a^{2}}.

## Konstrukce osmiúhelníku
Konstrukce pravidelného osmiúhelníku pomocí kružítka a pravítka v 18 krocích: